# System 7 (gruppo musicale)
I System 7 sono un gruppo musicale britannico, composto da Steve Hillage e Miquette Giraudy.
Il loro stile musicale è una trance-dance ambientale incentrata sui suoni della chitarra elettrica di Hillage. Hillage ha dichiarato di essersi ispirato, oltre all'acid house e alla musica dei rave party, al funk e al rock cosmico tedesco: due generi musicali verso i quali aveva mostrato un sempre più vivo interesse già a partire dagli anni settanta.

## Storia del gruppo
Il progetto System 7 è composto da Steve Hillage, chitarrista, ex leader dei Gong durante gli anni sessanta e settanta e successivamente artista solista, e dalla sua compagna Miquette Giraudy, anch'ella musicista dei Gong. Dopo aver fatto amicizia con Alex Paterson degli Orb che ha introdotto Hillage all'acid house e alla musica dei rave party, il chitarrista ha fondato i System 7 nel 1990. Con tale sigla il duo ha debuttato con il singolo Sunburst (1990), contenuto nel primo album System 7 del 1991. Nello stesso anno hanno collaborato con gli Orb in due tracce del loro album The Orb's Adventures Beyond the Ultraworld (1991). Dopo essere venuti a scoprire l'esistenza di un altro gruppo musicale con un nome simile al loro, i System 7 hanno temporaneamente cambiato il nome in 777. Con tale alias hanno inciso l'omonimo album del 1993 che si piazzò nella Top 40. Durante l'anno seguente hanno pubblicato Point 3 di cui sono uscite due versioni differenti: la prima, The Fire Album, si distingue per le ritmiche techno incisive mentre la seconda, The Water Album, contiene dei remix ambientali del precedente. Il seguente Power of Seven⁷ (1996) ha visto la partecipazione di celebrità della musica techno quali il già citato Paterson, Derrick May e Carl Craig ed è considerato da AllMusic il loro album più compiuto. Nel 2005 i System 7 hanno avviato il side project downtempo Mirror System con l'album Mirror System. Nel 2008 è uscito Phoenix, concept album ispirato all'omonimo manga di Osamu Tezuka e registrato con i Clammbon, gli Eat Static e Daevid Allen fra i tanti. Nel 2009, Hillage e Giraudy hanno partecipato con i Gong all'incisione dell'album 2032. Hanno successivamente collaborato con il collettivo sperimentale Rovo in Phoenix Rising (2013).

## Discografia

### Album in studio
- 1991 – System 7
- 1993 – 777 (come 777)
- 1994 – Point 3 - Fire Album
- 1994 – Point 3 - Water Album
- 1995 – Power of Seven⁷
- 1997 – Golden Section
- 2001 – Seventh Wave
- 2004 – Encantado
- 2006 – Mirror System (come Mirror System)
- 2007 – Phoenix
- 2010 – Reflector - DJ Mix (come Mirror System)
- 2011 – Up
- 2013 – Phoenix Rising (con i Rovo)
- 2015 – N-Port (come Mirror System)
- 2015 – X-Port
- 2015 – N + X
- 2018 – Café Seven

### Album dal vivo
- 2003 – Live Transmission
- 2009 – Live @ Shinjuku Face 11.4.2009

### Singoli ed extended play
- 1990 – Sunburst
- 1991 – Habibi
- 1991 – Freedom Fighters
- 1991 – Miracle
- 1992 – 7:7 Expansion
- 1993 – Sinbad/Quest
- 1995 – Alpha Wave
- 1996 – Hangar 84
- 1996 – Interstate
- 1997 – Rite of Spring
- 1998 – Ring of Fire
- 2001 – High Planes Drifter
- 2004 – Planet 7
- 2004 – Love Mission - Mission Love • I Move • Teotihuacan • Om Rock
- 2008 – Space Bird
- 2010 – AlphaWave/HPD
- 2012 – Passion
- 2013 – Hinotori (con i Rovo)